# Éva Rakusz
Éva Rakusz (ur. 13 maja 1961 w Miszkolcu) – węgierska kajakarka. Dwukrotna medalistka olimpijska.
Brała udział w dwóch igrzyskach (IO 80, IO 88), na obu zdobywała medale. Była brązową medalistką w 1980 w K-2 na dystansie 500 metrów (wspólnie z Márią Zakariás) i srebrną osiem lata później w K-4 na tym samym dystansie. Była wielokrotną medalistką mistrzostw świata. Zdobyła złoto w 1986 w kajakowych czwórkach na dystansie 500 metrów. Trzy razy sięgała po srebro tej imprezy (1981: K-1 500 m; 1985: K-2 500 m; 1987: K-4 500 m), również trzykrotnie po brąz (1982: K-1 500 m; 1982: K-4 500 m; 1985: K-4 500 m).